# Grass Valley (West-Australië)
Grass Valley is een plaats in de regio Wheatbelt in West-Australië.

## Geschiedenis
Ten tijde van de Europese kolonisatie leefden de Balardong Nyungah in de streek.
In 1833 noemde pionier William Nairn zijn in de vallei van de rivier de Avon gelegen landgoed Grass Valley. In 1893-94 werd de spoorweg tussen Northam en Southern Cross er aangelegd. De treinen begonnen er te rijden in januari 1895. Grass Valley was een van de oorspronkelijke stations op de lijn. De overheid verkavelde er grond. In 1898 werd er ruimte voor een dorp voorzien. Later dat jaar werd Grass Valley officieel gesticht. Nog in 1898 werd een hotel en een gemeenschapszaal, de 'Agricultural Hall', gebouwd. In 1899 werd in de gemeenschapszaal een schooltje opgestart.
Rond 1900 werd C.Y. O'Connors meer dan 500 kilometer lange waterpijpleiding naar de oostelijke goudvelden door de streek aangelegd. In 1906 werd er een postkantoor geopend. Later werd achteraan een telefooncentrale toegevoegd. In 1986 verhuisde het postkantoor naar een nieuw gebouw. In 1921 werd een nieuwe gemeenschapszaal gebouwd, de 'Grass Valley Hall'.

## 21e eeuw
Grass Valley maakt deel uit van het lokale bestuursgebied (LGA) Shire of Northam. In 2021 telde het 158 inwoners tegenover 386 inwoners in 2006.
Grass Valley is bekend voor de productie van hooi en kaf voor racepaarden. Tot ver in de 21e eeuw bleef het een verzamel- en ophaalpunt voor de oogst van de in de streek bij de Co-operative Bulk Handling Group aangesloten graanproducenten. In de jaren 2010 kwam daar een eind aan.
Net ten oosten van het dorp ligt het industriepark 'Avon Industrial Park'. Grass Valley heeft een hotel, een gemeenschapszaal en enkele sportfaciliteiten.

## Transport
Grass Valley ligt aan de Great Eastern Highway, 110 kilometer ten oostnoordoosten van de West-Australische hoofdstad Perth, 37 kilometer ten noorden van York en 13 kilometer ten oosten van Northam, de hoofdplaats van het lokale bestuursgebied waarvan het deel uitmaakt.
De Eastern Railway loopt door Grass Valley maar er stoppen geen reizigerstreinen.

## Klimaat
Grass Valley kent een warm mediterraan klimaat, Csa volgens de klimaatclassificatie van Köppen. De gemiddelde jaarlijkse temperatuur bedraagt 17,8 °C en de gemiddelde jaarlijkse neerslag ligt rond 398 mm.